# Крива Олька
Крива Олька (словац. Krivá Oľka) — частина села Олька, до 1965 року самостійне село в Словаччині, на території теперішнього Меджилабірського округу Пряшівського краю. Розташоване в північно-східній частині Словаччини, у Низьких Бескидах.
Уперше згадується у 1474 році як Крива або Криве (село).

## Населення
У 1880 році в селі проживали 53 особи, з них 47 вказало рідну мову русинську, 5 угорську, 1 особа була німа. Релігійний склад: 48 греко-католиків, 5 юдеїв.
У 1910 році в селі проживало 125 осіб, з них 118 вказало рідну мову русинську, 6 німецьку, 1 іншу. Релігійний склад: 117 греко-католиків, 6 юдеїв, 2 римо-католики.